# Nymphidium perixantha
Nymphidium perixantha är en fjärilsart som beskrevs av Hans Ferdinand Emil Julius Stichel 1926. Nymphidium perixantha ingår i släktet Nymphidium och familjen Riodinidae. Inga underarter finns listade i Catalogue of Life.